# دست‌سانی (مانگا)
دست‌سانی (به ژاپنی: キラリティー Kirariteī) یک سری مانگای یوری چهار جلدی است که توسط نویسنده ژاپنی، اوروشیهارا ساتوشی نوشته و مصورسازی شده‌است. اثر مانگا تحت پروانهٔ رسانه سنترال پارک آمریکای شمالی منتشر شده‌است.

## داستان
این داستان در آینده‌ای نه چندان دور رخ می‌دهد، که در آن زمین توسط یک ویروس ترسناک فناوری تسخیر می‌شود. انگل‌های مکانیکی، که به اشتباه در تلاشی برای پیشبرد فناوری تولید شده‌اند، خود را به ستون فقرات انسان چسبانده و میزبان خود را به یک نوع آدم‌آهنی به نام (GM) تبدیل می‌کنند. آدم‌آهنی جی.ام. اصلی توسط گایا (Gaia) خلق شده، یک برنامه طراحی شده توسط بشر برای حکومت بر طبیعت. گایا خراب عمل کرده و یک جی. ام (آدم‌آهنی) برای خود ایجاد می‌نماید. فعلاً، گایا در حال تعمیر بخشهایی آسیب دیده‌است، و زمانی که این کار را انجام داد، می‌کوشد تا کره زمین ویران کند.
کارول یک موجود مصنوعی است که مخصوصاً برای نجات بشر ایجاد شده‌است. متأسفانه، او در هنگام جوانی خود و به شدت از دست بسیاری از انسان‌هایی که می‌خواست نجات دهد، آزار دیده و به کلی از مسیر مأموریت خود فاصله گرفته‌است. تنها در اثر مهربانی یک دختر از نوع بشر به نام شیوری، کارل توانست تمرکز خود را بازیابد و برای نجات جهان دلیلی بیابد؛ یعنی به خاطر شیوری.
آن‌ها یک سال بعد با هم آشتی می‌کنند، زیرا کارول شیوری را از دست دوستش النا نجات می‌دهد که به شکلی غم‌انگیز با ویروس ینگلی آلوده شده بود. اگرچه از ابتدا شیوری، کارول را به خاطر نمی‌آورد، اما کارول شیوری را به جا آورده و از این کاری برای محافظت از او و ابراز علاقه و عشق نسبت به وی فروگذار نمی‌کند. اگرچه شیوری در ابتدا نسبت به کارول احساس ناراحتی و دستپاچگی دارد، اما به سرعت احساسات وی به حالت عادی بازمی‌گردند. اما، به زودی هر دو در می‌یابند که عشق عمیق بین آن دو یک موضوع صرفاً کوچک نیست؛ و این مسئله عاملی بزرگ برای نجات کل جهان می‌شود.

## شخصیت‌های داستان
- کارول یک موجود مصنوعی که به‌طور اختصاصی برای نجات بشر ساخته شده‌است. متأسفانه، او در هنگام جوانی خود و به شدت از دست بسیاری از انسانهایی که می‌خواست نجات دهد، آزار دیده و به کلی از مسیر مأموریت خود فاصله گرفته‌است. در اثر مهربانی شیوری، یک دختر از نوع بشر، او اکنون از هیچ تلاشی برای حفاظت از او و ابراز عشق به وی فروگذار نمی‌نماید.

تواناییهای وی عبارتند از تبدیل شدن به موجودات مختلف و نیز تغییر وی به شکل یک مرد و فراهم ساختن توان اضافی طی زمان نبرد.
- شیوری یک دختر از نوع انسان که نسبت به کارول از خود مهربانی نشان می‌دهد، و به یکی از مواردی تبدیل می‌گردد که کارول برای محافظت از آن می‌کوشد.
- النا یک موجود شبه انسانی که به شکل غم‌انگیزی به ویروس انگل آلوده شده و به شکل فیزیکی به شیویری حمله‌ور می‌شود.
- آدام یک شبه انسان مانند کارول اما با ژنهای مردانه. قرا بود او از کارول محافظت کند، اما زمانی که مادر (mother)، یعنی برنامه تولید آن، خراب شد، ساخت این موجود ناتمام ماند. او توسط گایا مجدداً احیا می‌گردد تا مأمور کشتن کارول گردد.
- پتی یک پزشک است. او از رابطه شیوری و کارول اطلاع دارد.
- شیزوما برادر بزرگ شیوری که از رابطه شیوری و کارل بی‌خبر است.